# Tony Holland
Tony Holland (ur. 18 stycznia 1940, zm. 28 listopada 2007 w Londynie) – brytyjski scenarzysta. 
Współtwórca opery mydlanej EastEnders emitowanego przez BBC od 1985. Autor scenariuszy do seriali, takich jak:  Angels, District Nurse i Eldorado. W 2002 otrzymał British Soap Award.